# Kurt Reiss (Verleger)
Kurt Reiss (* 22. Januar 1901 in Aigle; † 21. April 1974 in Basel) war ein Schweizer Bühnenagent und Verleger.

## Leben
Kurt Reiss war ein Sohn des Louis Reiss und der Julie Weil. Er besuchte das Gymnasium in Mannheim. Er arbeitete nach dem Ersten Weltkrieg in Berlin als Literaturagent und als Public Relations-Manager für den ReiBaRo-Konzern der Theatermacher Max Reinhardt und Victor Barnowsky. Nach der Machtübergabe an die Nationalsozialisten floh er 1935 nach Basel, wo er als Bühnenagent tätig war. Schon ein Jahr später – 1936 – gründete er seinen eigenen Bühnenverlag, den Kurt-Reiss-Verlag Basel. Um den Verlag zu vergrößern, wurde er 1942 in die Aktiengesellschaft Reiss Basel AG umgewandelt.
Reiss war einer der Gründer des Schweizerischen Bühnenverleger-Verbands in Zürich.
Reiss heiratete 1946 Gin Hübner. Er wurde auf dem Friedhof am Hörnli beerdigt.

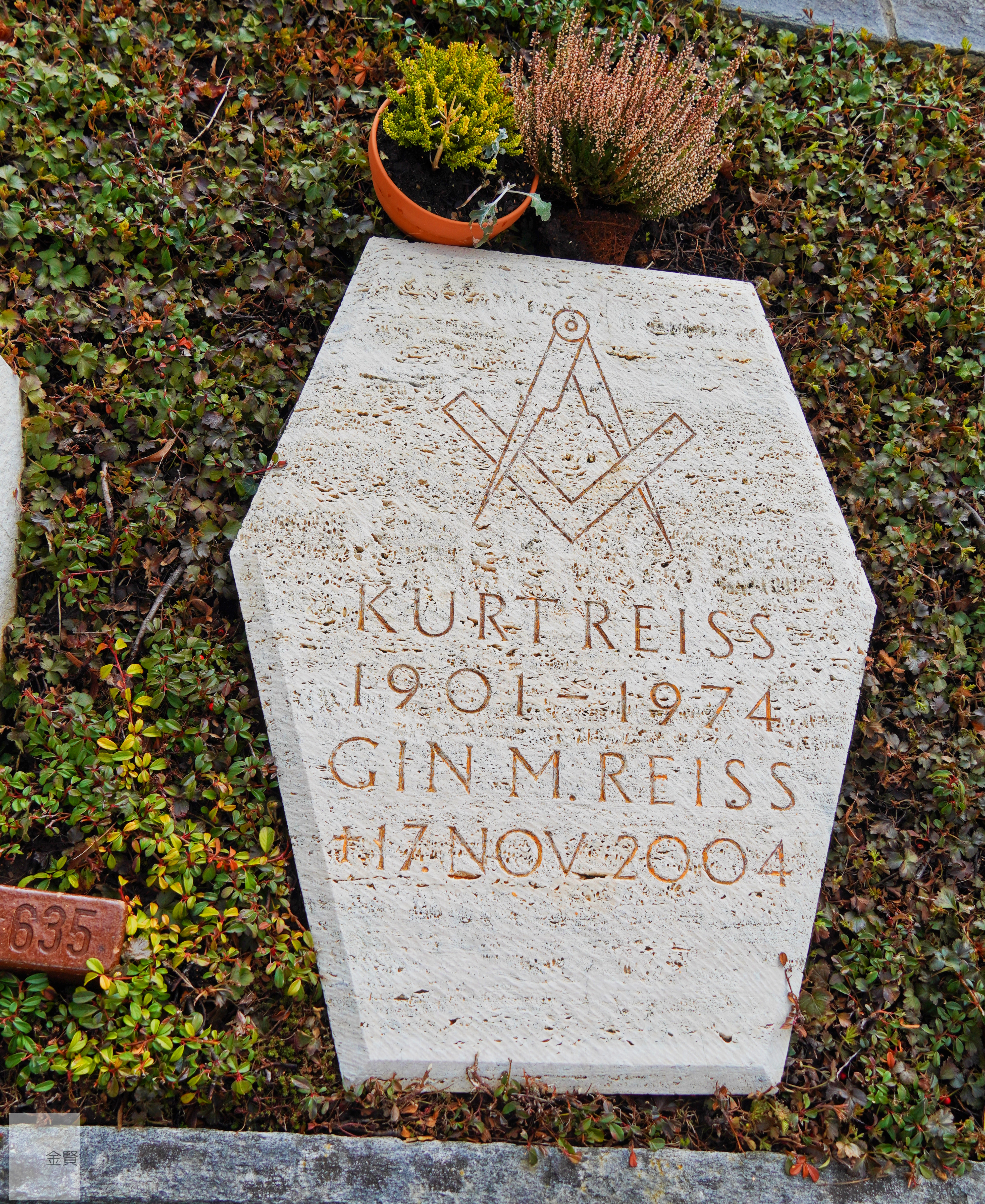
Grabstein Kurt Reiss auf dem Friedhof am Hörnli, Riehen